# Platocthispa
Platocthispa is een geslacht van kevers uit de familie bladkevers (Chrysomelidae).
De wetenschappelijke naam van het geslacht werd in 1940 gepubliceerd door Uhmann.

## Soorten
- Platocthispa apicicornis (Weise, 1905)
- Platocthispa championi (Baly, 1885)
- Platocthispa consociata (Baly, 1885)
- Platocthispa emorsitans (Baly, 1885)
- Platocthispa fulvescens (Baly, 1885)
- Platocthispa gregorii (Chapuis, 1877)
- Platocthispa lateritia (Smith, 1885)